# Giuseppe Marullo

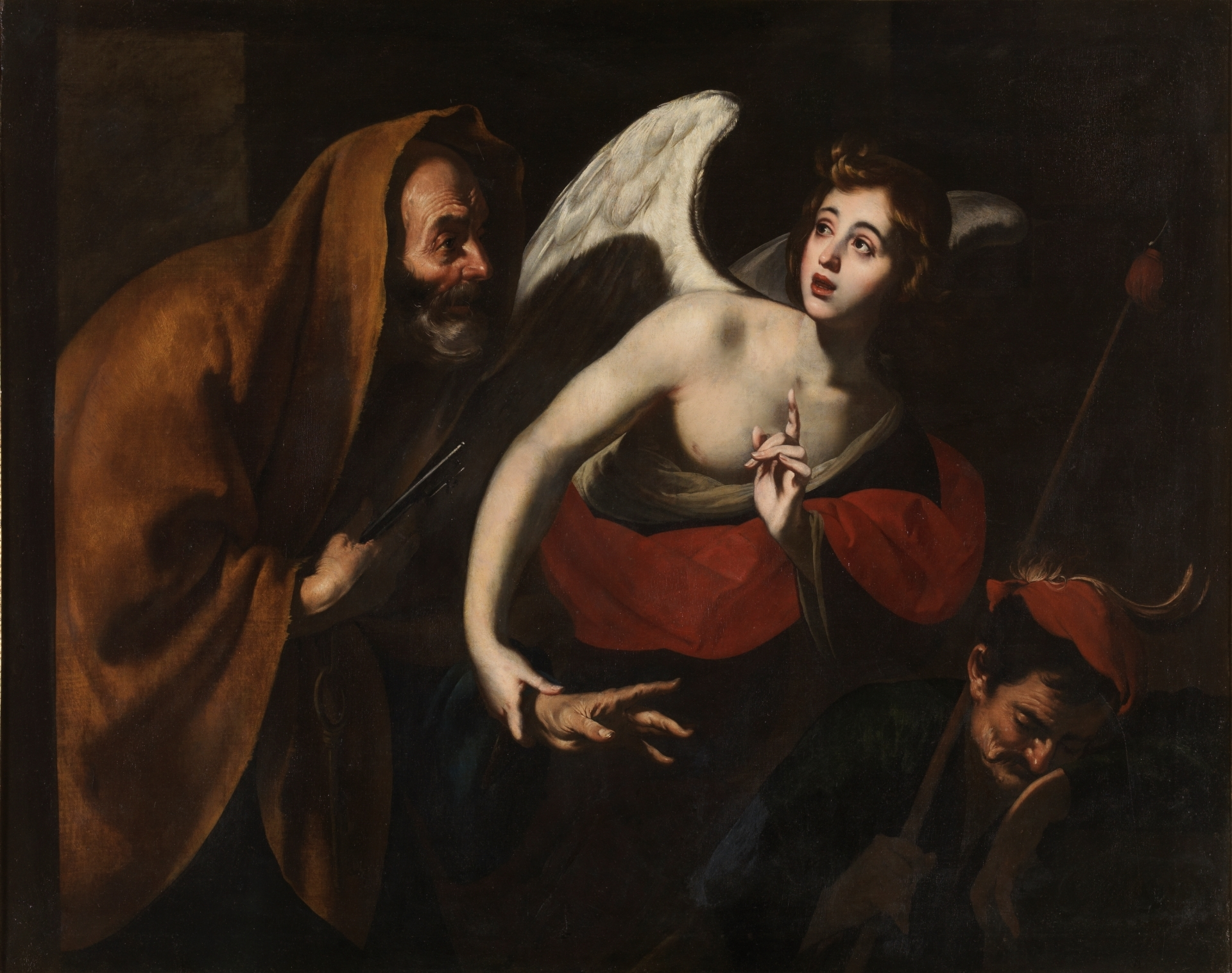
San Pedro liberado por el ángel.

Giuseppe Marullo (Orta di Atella (Caserta), c. 1610 - Nápoles, 1685) fue un pintor italiano del Barroco, activo en la zona de Nápoles.

## Biografía

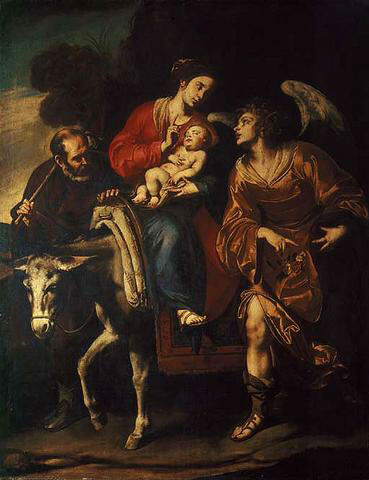
Huida a Egipto

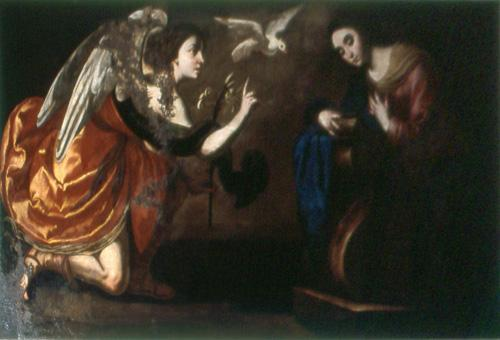
Anunciación.

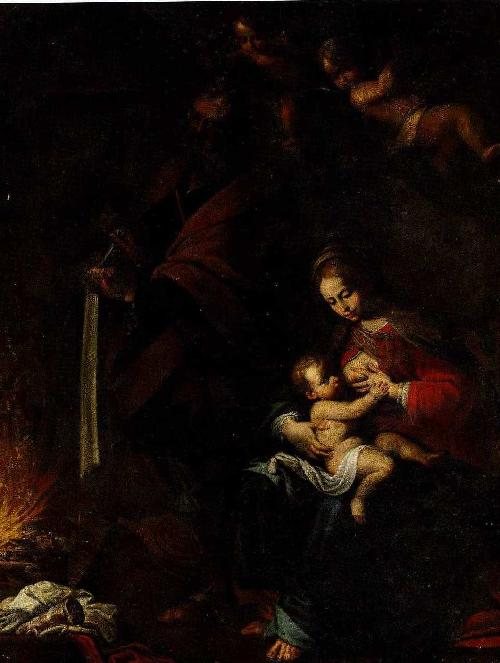
Virgen de la Leche.

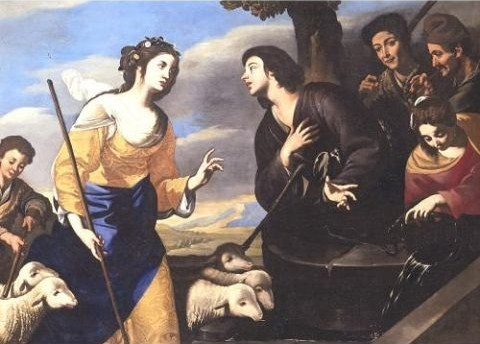
Moisés y las hijas de Jethro.

Las noticias que tenemos sobre la vida de Marullo son escasísimas, y en su mayor parte se encuentran en el compendio biográfico de Bernardo de' Dominici, aunque no siempre merecedoras de total fiabilidad. Fue alumno y ayudante de Massimo Stanzione. Parece que ocupó un lugar preeminente en el taller del maestro pues, según Dominici, a él le dejó su colección de diseños cuando le llegó la hora de hacer testamento a Stanzione.
De acuerdo con los datos que proporciona Dominici, Marullo contrajo en 1665 matrimonio con una joven sobrina. Este dato no ha podido ser confirmado documentalmente.
Estilísticamente, comenzó, como es lógico, muy ligado al estilo de su maestro, para buscar después nuevos horizontes. Sus figuras masculinas son muy reconocibles, pues recuerdan mucho a las del Greco en su etapa italiana. A raíz de este dato, se sospecha de un posible viaje de Marullo a Roma, donde podría haber estudiado las obras que allí se conservaban del pintor cretense.
En sus primeros encargos combina la elegante composición de las obras de Stanzione, con la riqueza cromática de Finoglia y el toque naturalista de Ribera. Posteriormente acusaría otro tipo de influencias: la de Guido Reni, que residió en Nápoles durante un período; la de Artemisia Gentileschi, también emigrada a la ciudad partenopea, que le permitió dar una mayor grandiosidad a sus figuras.
Es posible reconstruir hasta cierto punto su carrera gracias a la costumbre del artista de firmar y datar la mayoría de sus obras con finos caracteres latinos. Una característica curiosa que se puede observar en su producción es que sus ángeles (putti) casi nunca tienen alas: son niños que flotan en el cielo en las más diversas posiciones, sostenidos no se sabe por qué fuerza sobrenatural.
Siempre según Dominici, Marullo falleció en 1685, "povero e senza amici" (pobre y sin amigos). Sin embargo, parece que poco a poco su legado va saliendo del olvido, merced a la labor de algunos expertos, que están intentando devolverle su verdadera posición dentro del panorama del arte napolitano del Seicento.

## Obras destacadas
- San Pedro liberado por el ángel (1630-40, Museo del Prado, Madrid)
- Virgen con niño y santos (1631, iglesia delle Pentite di Castrovillari, Calabria), su primera obra fechada.
- Sagrada Familia con Santa Ana y dos santos mártires benedictinos (1633, Santi Severino e Sossio, Nápoles)
- Pentecostés (1633, Santi Severino e Sossio, Nápoles)
- Conversión de San Pablo (1634, San Paolo Maggiore, Nápoles)
- Conversión de San Pablo (1634, Santa Sofia, Gugliano), réplica con variantes de la anterior.
- Susana y los viejos (1635, Colección particular, Nápoles)
- San Juan Bautista (1635, Colección particular, Nápoles)
- Virgen de Constantinopla con Santa Clara y San Juan Bautista (1637, San Francesco, Matera)
- Virgen del Rosario (c. 1637, Colección particular, Puglia)
- Virgen en gloria con el niño Jesús (1638, Colección particular)
- San Juan Bautista (1639, Santa Maria della Consolazione, Villanova)
- San Agustín (1639, Santa Maria della Consolazione, Villanova)
- Sagrada Familia (c. 1640, Cappella Palmieri, San Lorenzo, Nápoles)
- Encuentro de Jacob y Raquel (1644, Colección Luongo, Roma)
- Ebriedad de Noé (1644, Museo de Marsella)
- Cabeza de mártir sobre una bandeja (1647, Colección particular), tal vez un retrato del cadáver de Masaniello.
- Pesca milagrosa (c. 1650, Museo de Capua)
- Derrota de Lucifer (San Michele, Portalba)
- Virgen de la Gracia con las álmas del Purgatorio (Santa Chiara, Nápoles)
- Virgen con niño y Santa Ana (Colección Ruggi d'Aragona)
- Asunción de la Virgen (c. 1650, San Giacomo Maggiore, Nápoles)
- Cena de Emaús (1651, Museo Correale, Sorrento)
- Inmaculada Concepción (1659, Sant'Anna, Sessa Aurunca)
- Inmaculada Concepción (1660, Catedral de Castellammare di Stabia)
- Ebriedad de Noé (1660, antes en Colección Baratti, Nápoles)
- Extasis de San Antonio de Padua (1660, Santa Maria La Nuova, Terlizzi)
- Historias de Agar e Ismael y de Lot y sus hijas (1663, Gesù Vecchio, Nápoles)
- Liberación de San Pedro (1664, Museo dell'Opera dell'Istituto Suor Orsola Benincasa)
- Virgen con niño entre San Cayetano y San Andrés Avelino (1667, antes en la iglesia della Sapienza, Nápoles)
- Sagrada Familia (1667, Santi Cosma e Damiano, Secondigliano)
- Inmaculada Concepción con santos (1667, Santi Cosma e Damiano, Secondigliano)
- Encuentro de Jacob y Raquel (1678, Colección particular, Nápoles)
- Huida a Egipto (Colección particular)
- Jacob y las hijas de Jethro (Colección particular)
- Caridad (Colección particular)
- Cristo y la samaritana (Colección particular, Mónaco)
- Esponsales místicos de Santa Catalina (Colección particular)
- Anunciación (San Paolo Maggiore, Nápoles)